# Anomiopus nigrocoeruleus
Anomiopus nigrocoeruleus е вид насекомо от семейство Листороги бръмбари (Scarabaeidae).

## Разпространение
Видът е разпространен в Аржентина (Сантяго дел Естеро), Бразилия (Баия, Гояс, Еспирито Санто, Минас Жерайс, Рио Гранди до Сул, Рио де Жанейро и Сао Пауло) и Парагвай.